# Aubrey Coleman
Aubrey Gene Coleman (Houston, 9 ottobre 1987) è un ex cestista statunitense.

## Carriera

### College
Ha iniziato a giocare a basket molto tardi, infatti fino all'high school praticava mezzofondo e crosstraining. La sua carriera collegiale inizia al Southwest Mississippi Community College, per poi passare alla Houston University, dove nelle due stagioni seguenti partì sempre titolare e terminando la stagione da senior come miglior marcatore della NCAA, a oltre 25 punti per partita.

### NBA
La carriera NBA di Aubrey Coleman inizia dopo aver terminato il college, prendendo parte al Porthsmouth Invitational Tournament, guadagnandosi successivamente la chiamata per la Summer League di Las Vegas con i New Orleans Hornets, dove nelle 5 gare giocate terminò con 11 punti e 3 rimbalzi di media.

### Turchia
La prima stagione da professionista vede Aubrey Coleman impegnato in Turchia, con la maglia dell'Aliaga Petkim, realizzando oltre 16 punti e 4 rimbalzi di media a partita. Per motivi personali rescinde il proprio contratto nel dicembre del 2010.

### D-League
Nel gennaio del 2011 firma per gli Austin Toros, appartenente alla D-League, concludendo la stagione a 13 punti e 4,5 rimbalzi di media.

### Italia
Il 28 aprile 2011 firma per la Pallacanestro Biella. Chiamato per salvare la squadra dalla retrocessione in A2, nelle tre partite disputate contribuisce in maniera rilevante alla salvezza della propria squadra, grazie anche a una media di 20 punti nelle tre gare disputate. Il 19 maggio 2011 prolunga il suo contratto per la stagione 2011-2012.
Il 16 luglio 2013 viene ingaggiato dalla Pallacanestro Varese.

### Repubblica Ceca
Il 6 agosto 2012 firma per il ČEZ Nymburk.